# Monteithia venata
Monteithia venata är en insektsart som beskrevs av Evans 1968. Monteithia venata ingår i släktet Monteithia och familjen dvärgstritar. Inga underarter finns listade i Catalogue of Life.